# الشرفة (آيت مخلد)
الشرفة هو دُوَّار يقع بجماعة زراردة، إقليم تازة، جهة فاس مكناس في المملكة المغربية. ينتمي الدوّار لمشيخة آيت مخلد التي تضم 9 دواوير. يقدر عدد سكانه بـ 162 نسمة حسب الإحصاء الرسمي للسكان والسكنى لسنة 2004.

## روابط خارجية
- البوابة الوطنية للجماعات الترابية
- المندوبية السامية للتخطيط